# Objectif fric
Objectif fric (Wad Goals) est un épisode de la série télévisée d'animation Les Simpson. Il s'agit du treizième épisode de la trente-deuxième saison et du 697e de la série.

## Synopsis
Après que Ralph a découvert un terrain de golf au cœur de Springfield, Bart décide de devenir un caddy. Réussissant alors à flatter convenablement les membres du club, il enchaîne les pourboires. Cependant, lorsque Marge découvre cela, elle décide de lancer une pétition afin de stopper cette pratique, mais Bart trouve une faille permettant de passer outre l'interdiction. Malgré tout, les événements pourraient bien s'enchaîner à sa défaveur...

## Réception
Lors de sa première diffusion, l'épisode a attiré 1,24 million de téléspectateurs.